# Orontium wodne

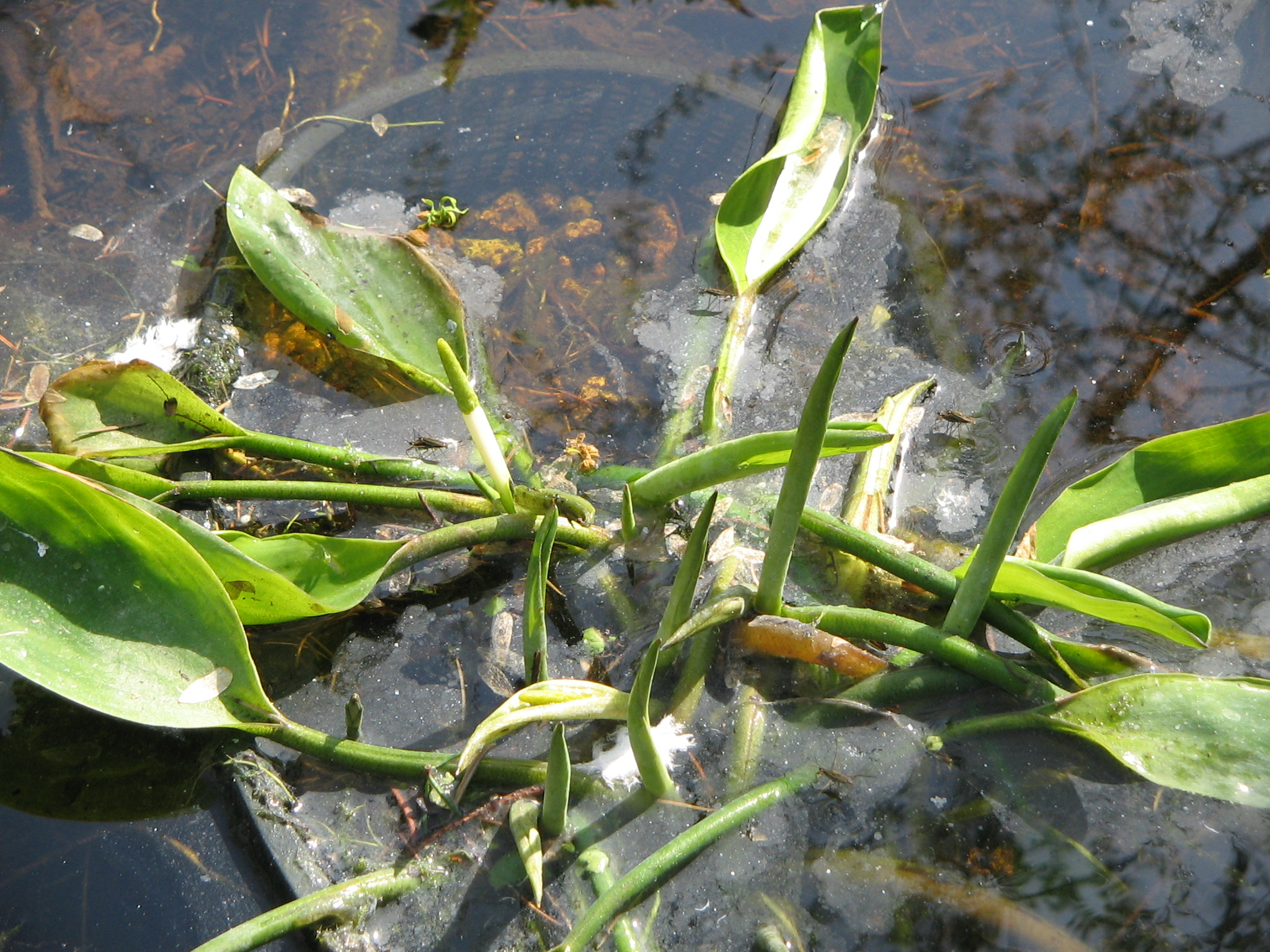
Orontium wodne przed kwitnieniem. Widoczne pochwiaste liście okrywające szypułki.

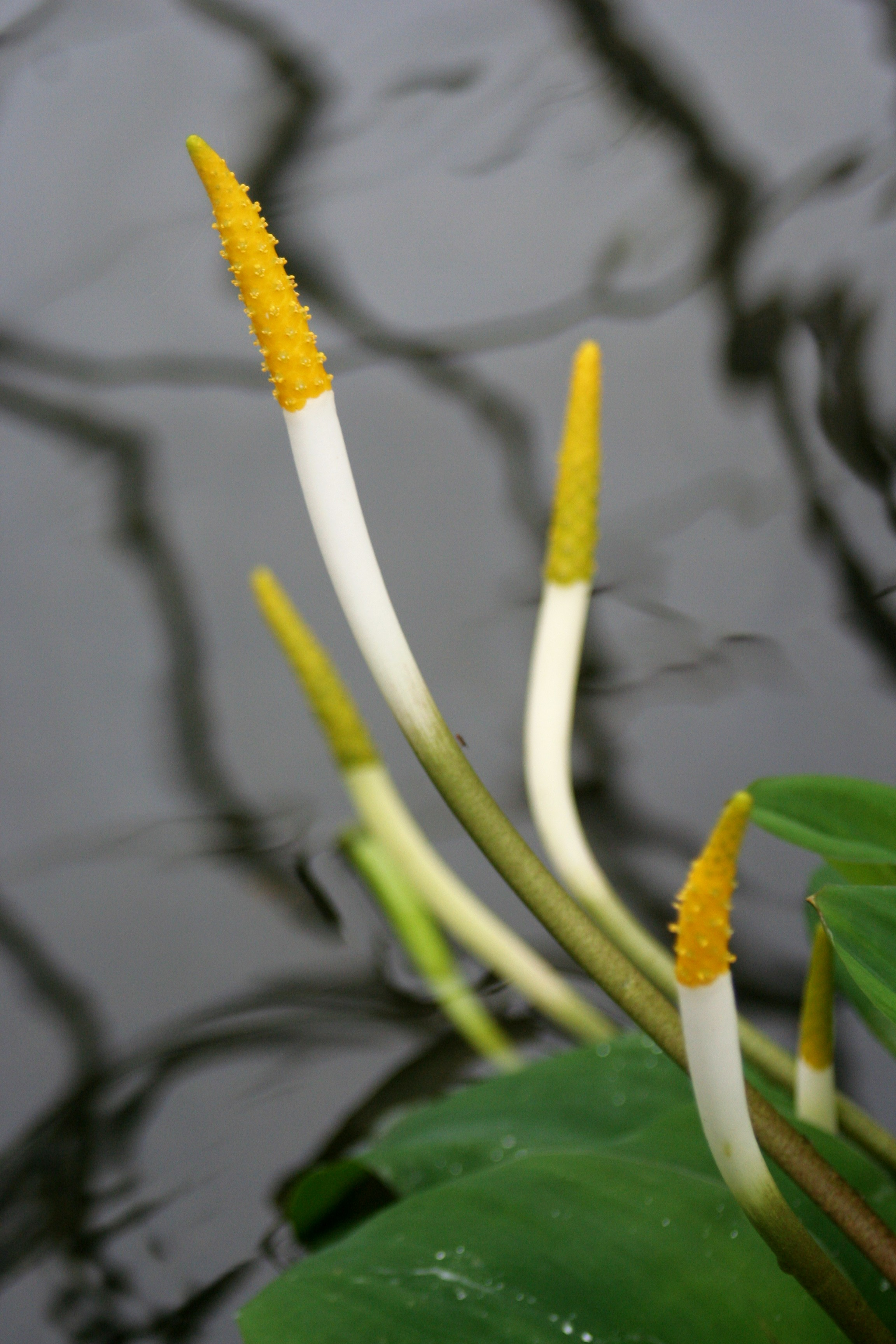
Kwiatostany orontium wodnego

Orontium wodne (Orontium aquaticum L.) – jedyny żyjący gatunek roślin z rodzaju orontium (Orontium L.) z rodziny obrazkowatych, pochodzący ze wschodnich i południowo-wschodnich Stanów Zjednoczonych, od Massachusetts do Teksasu.

## Morfologia
ŁodygaPodziemne, pionowe kłącze, o średnicy 1,5–3 cm.
LiścieRoślina tworzy kępę liści właściwych, wynurzonych lub pływających. Ogonki liściowe ciemnozielone do czerwono-zielonych, o długości 10-40(-60) cm. Blaszki liściowe podłużno-eliptyczne, zakończone krótkim kończykiem, odosiowo jasnozielone, doosiowo niebieskawo-zielone z wyraźnym welwetowym połyskiem, o długości (6–)10–40(–45) cm i szerokości 3–15 cm. Epiderma liści jest woskowata, hydrofobowa. Między komórkami liściowymi znajdują się jamy powietrzne. Nerwacja równoległa.
KwiatyRośliny jednopienne. Kolbiasty kwiatostan, pozbawiony typowej dla rodziny obrazkowatych pochwy, wyrasta ponad taflę wody na pędzie kwiatostanowym dłuższym od ogonków liściowych, rozszerzonym u nasady kwiatostanu, otoczonym (w pierwszej fazie rozwoju łącznie z kwiatostanem) przez błoniasty, pochwiasty, sympodialny liść. Kolba podłużno-stożkowata z zaokrąglonym wierzchołkiem, jasnożółta, o wymiarach 2–10×0,5–1 cm, pokryta jest obupłciowymi kwiatami z wyjątkiem odcinka dystalnego, pokrytego kwiatami męskimi. Kwiaty z (2–)6 listkami okwiatu i (2–)6 pręcikami otaczającymi jednokomorową zalążnię, zawierającą pojedynczy zalążek. Niekiedy w kwiecie obecne są również 1–2 prątniczki.
OwoceOwocostan, składający się z zielonych do niebieskawo-zielonych jagód, o średnicy 1–2 cm, zawierających pojedyncze nasiono o średnicy 1–1,5 cm, bez bielma. Nasiona kiełkują bezpośrednio po opadnięciu z rośliny.
Gatunki podobnePrzedstawiciele rodzajów skupnia, od których różni się brakiem pochwy kwiatostanowej, bardzo długim trzonkiem kolby, cylindrycznym przekrojem kolby i bazalnym położeniem łożysk w zalążni, oraz czermień błotna, od której różni się kształtem blaszek liściowych, brakiem pochwy kwiatostanu, obecnością listków okwiatu i brakiem języczka pochwy liściowej.

## Biologia i ekologia
RozwójWieloletnie, naziemnopączkowe rośliny wodne, kwitnące od kwietnia do czerwca.
SiedliskoPłytkie wody bagien i torfowisk, strumienie, jeziora, stawy i zalewowe starorzecza, na wysokości od 0 do 900 m.
Cechy fitochemiczneWszystkie tkanki orontium zawierają kryształki szczawianu wapnia. Spożycie surowych części tych roślin powoduje pieczenie i obrzęk w jamie ustnej i gardle, nudności, wymioty i biegunkę. Kontakt skóry z sokiem rośliny może wywołać podrażnienie.
GenetykaLiczba chromosomów 2n = 26.

## Nazewnictwo
Toponimia nazwy naukowejNazwa naukowa rodzaju pochodzi od starogreckiej nazwy rośliny rosnącej w rzece Orontes.
Synonimy
- nomenklatoryczne
  - Aronia aquatica (L.) Baill.
- taksonomiczne
  - Pothos ovatus Walter
  - Amidena undulata Raf.
  - Orontium angustifolium Raf.
  - Orontium vaginatum Raf.
  - Orontium aquaticum f. natans Glück
  - Orontium aquaticum f. terrestre Glück

## Zagrożenie i ochrona
Orontium wodne jest objęte ochroną gatunkową w niektórych stanach USA na podstawie przepisów lokalnych:
- Connecticut: status specjalnej troski (Special Concern)
- Kentucky: status narażony (Threatened)
- Massachusetts: status zagrożony (Endangered)
- Nowy Jork: status narażony (Threatened)
- Pensylwania: status rzadki (Rare)
- Rhode Island: status zagrożony (Endangered)

## Zastosowanie
Rośliny jadalneNasiona orontium wodnego, suszone lub ugotowane, są spożywane przez rdzenną ludność Ameryki. Świeże nasiona zalane wodą i ogrzane przez 5 minut w kuchence mikrofalowej mają przyjemny, orzechowy aromat. Wysuszone i sproszkowane kłącze tej rośliny może być w mieszance z mąką użyte do pieczenia chleba i ciastek.
Rośliny ozdobneZ uwagi na atrakcyjne ulistnienie i jasnożółte kolby kwiatostanowe orontium wodne bywa też uprawiane jako ozdoba zbiorników wodnych, oczek i stawów. Rośliny powinny być sadzone w wodzie o głębokości powyżej 15 cm, w mule lub w pojemniku na dnie zbiornika, wypełnionym kwaśną glebą, najlepiej żyzną ziemią ilastą lub gliniastą. W wodzie płytkiej liście będą wzniesione i wynurzone, a w głębszej pływające. Najlepiej prezentuje się na stanowiskach nasłonecznionych. Orontium wodne jest rośliną mrozoodporną (strefy mrozoodporności 5–10) i w Polsce może pozostać w płytko zamarzających zbiornikach wodnych. Orontium może być rozmnażane przez podział kłączy pod koniec zimy lub latem, z nasion, które powinny być wysiane bezpośrednio po dojrzeniu.